# 森まさあき
森 まさあき（もり まさあき、1955年 - 2025年3月24日）は、日本のアニメーター、キャラクターデザイナー。静岡県静岡市出身。本名、森雅章。
東京造形大学名誉教授。日本アニメーション協会副会長。数多くのSFX（特殊効果映像）、アニメーションCMを手がける。日本におけるクレイアニメーションの第一人者。

## 略歴
中央大学商学部会計学科卒業。レイ・ハリーハウゼンに触発されて、大学在学中から8mmフィルムによるコマ撮り怪獣映画の自主制作を独学にて始める。「CMシリーズ」（1976年）でFUJI FILM主催 FUJI8mmコンテスト1977年「学生賞」、「麻婆豆腐との遭遇」（1977年）でPARCO主催JPCFコンテスト1977年「PARCO賞」など受賞。
伝説のSFビジュアル誌「スターログ」日本版のライターとして特撮解説記事などを担当しながら、1980年（株）アニメーションスタッフルームに入社。ディレクター、アニメーターとしてアニメーション及びエフェクトを多用した多くのCMを手掛ける。
同社にてモーションコントロールカメラを多用した映像や初期のCGなども数多く手掛けるが、作り手の個性が出しにくいCGに疑問を感じていた1986年頃より、粘土＜クレイ＞を素材としたアニメーションを手掛け始め、自ら創り動かすアナログ作業の素晴らしさに開眼。CMや番組オープニング、展示映像などで、次々とクレイアニメーション作品を生み出す。
特に『とんねるずのみなさんのおかげです』（フジテレビ）の番組オープニング「ガラガラヘビがやってくる」（1991年）は企画、演出、キャラクターデザイン、アニメーションまでをこなし、代表作となった。
1989年フリーとなり、1990年（有）モリクラフトアニメーション設立。クレイアニメを中心に、手作りのクラフト・アニメーションを目指す。（2006年に会社形態は解体）
2005年より東京造形大学に着任、専任教授となり学生へのアニメーションの教育指導に励む。2017年より副学長を務めた後、2021年同大学の名誉教授となる。以降はフリーランスとして創作活動を継続する。
日本人離れしたポップな色合いと、個性的なキャラクターデザイン、抜群のアニメーションセンスが特徴。
2025年3月24日死去。69歳没。

## 代表作

### TVCM
- S＆B スパイス＆ハーブ、マジック･ソルト
- 花王スーパーメリーズ （2012年まで）
- 東都自動車グループ
- 任天堂 ピクミン2
- DyDo 葉の茶
- 博多ぽてと
- チロルチョコレート バラエティパック
- 小学館コロコロコミック でんじゃらすじ～さん
- ロート製薬セラシーン
- LION プライム
- 東リ パネルカーペット
- 出光まいどカード
- 日産プレーリー　など

### TV番組
- NHKみんなのうた
  - 「サボテンがにくい」（1988）
  - 「こたつむすめでテケテケテ」（1988）
  - 「サイボウの不思議」（2004）
- フジTVとんねるずのみなさんのおかげです 番組オープニング
  - 「ガラガラヘビがやってくる」（1991）
  - 「がじゃいも」（1992）

### ミュージックビデオ
- ミニモニ。「ミニモニ。テレフォン！リンリンリン」 (2002)
（アニメーション）
- 光GENJI「あの日の忘れもの」（1990）「虹色夏物語」収録
（アニメーション）
- 小泉今日子「ひどい顔して愛シテ 」（1987）「ファンタージェン」収録
（演出･アニメーション）

### 映画
- 「CMシリーズ」 8mm（1976年）
- 「The Story of a Man」 8mm（1977年）
- 「麻婆豆腐との遭遇」 8mm（1977年）
- 「The Godfather of Fantasy」 8mm（1978年）
- 「竹取物語」 16mm（1979年）ぴあ制作　脚本・監督：天草まゆみ
アニメーション・技術監督・撮影・美術・編集：森まさあき
- 連句アニメーション「冬の日」（2003年） 企画・監督：川本喜八郎
松尾芭蕉の連句、第30句の脚本・監督・アニメーションを担当。
- 「死者の書」（2005年）監督：川本喜八郎 - メインアニメーターとして参加。